# Cafreal
Cafreal es una preparación de pollo picante que se consume ampliamente en el estado indio de Goa. La preparación se originó en las colonias portuguesas del continente africano. Fue introducido en la cocina de Goa por los portugueses y los soldados africanos que servían bajo las órdenes de los portugueses.
La preparación genérica incluye chiles verdes, hojas frescas de cilantro, cebolla, ajo, jengibre, canela, pimienta, guindilla, macis, clavo en polvo y jugo de lima o vinagre. El pollo Cafreal siempre se hace con muslos de pollo enteros, condimentado con las especias y hierbas mencionadas y se fríe. El platillo suele ir acompañado de rodajas de papa y rodajas de limón. Es un plato popular en los bares y tabernas del estado.
Se piensa que el plato se originó en las colonias portuguesas en África, muy probablemente en Mozambique. «Cafreal» se refiere al café y el este era la designación de los habitantes de Cafraria, la región del sur de África habitada por pueblos no musulmanes. Según esta hipótesis, el pollo Cafreal deriva del pollo Piri-piri típico de esos lugares. En muchos contextos y lugares del mundo, el pollo Piri-piri y el pollo Cafreal designan el mismo plato, pero en Goa son dos cosas muy diferentes, incluso en color, ya que el primero es rojo.